# Grande Piano

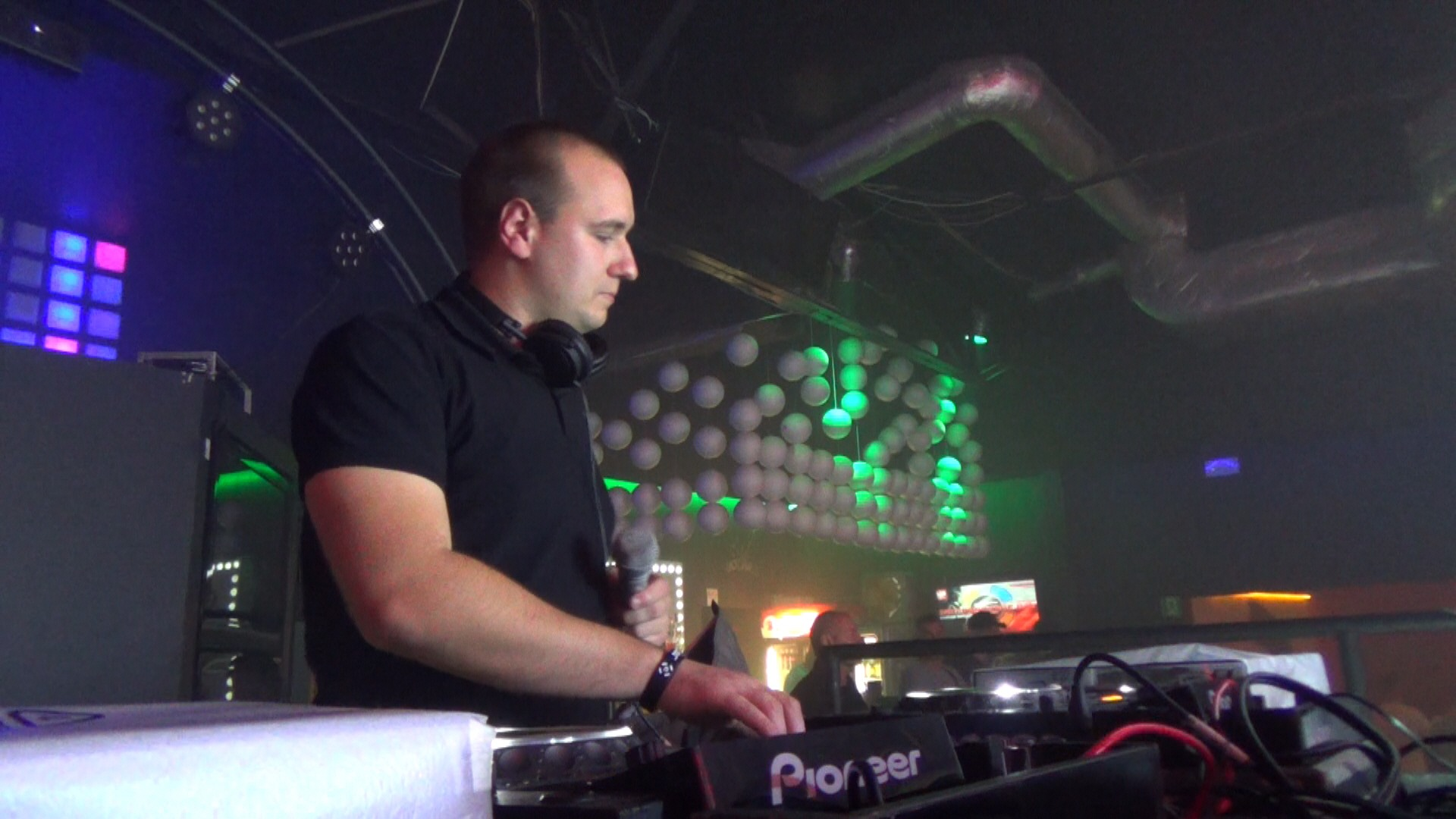

Grande Piano, właściwie Wojciech Piszcz (ur. 15 czerwca 1990 w Gdańsku) – polski DJ i producent muzyczny.

## Życiorys
Grande Piano zaczął produkować swoje pierwsze utwory w wieku 15 lat. Pierwszy singiel „Lettera D’Amore”, ukazał się 30 października 2017, w wytwórni Abora Recordings. W kolejnych latach jego wydawnictwa muzyczne ukazywały się w takich wytwórniach jak m.in. Black Hole Recordings, Magic Island, Abora Recordings.
Jako DJ grał na festiwalach oraz w klubach zarówno polskich, jak i zagranicznych jednak największą sławę przyniosła mu współpraca z klubem Ekwador Manieczki.
Występował u boku takich artystów jak m.in. 4 Strings, Chicance, Kosmonova, Tiddey, Mauro Picotto, Giuseppe Ottaviani, Andrew Rayel, Darude, Andy Moor, Jochen Miller, Peran van Dijk, Woody van Eyden, Cez Are Kane, Insane, Drum, Ciaran Mcauley, Matt Bukovski, E-Craig, Arctic Moon, Floorfilla i wielu innych.
Wydany w 2020 roku utwór „Breath Of The Polish Sea”, został uznany przez klub Ekwador Manieczki jako hymn Amsterdam Dance Mission 2020. Grande Piano był również autorem hymnu Amsterdam Dance Mission w 2022 z utworem Ibiza Flowers oraz w 2023 z utworem One Life One Home. Natomiast w 2024 roku hymn powstał przy współpracy z Piotrem Bukowskim, producentem znanym pod pseudonimem artystycznym Matt Bukovski.
Utwory takie jak m.in. Never Again, No Words, Dance Mission zostały wydane na kompilacji „Find Your Harmony”, natomiast utwór „Fallen Heroes”, Roger Shah umieścił w swoim albumie Magic Island vol.10.
Pozostałe produkcje muzyczne były wspierane przez takich artystów jak m.in. Paul Van Dyk, Andrew Rayel, Roger Shah, Johan Gielen, RAM, Artento Divini, Manuel Le Saux, XiJaro & Pitch, Roman Messer, Alexander Popov i wielu innych.
Wojciech produkuje muzykę głównie w stylach: Uplifting Trance, Vocal trance, Classic trance. W swoich utworach łączy elektroniczne syntezatory z żywymi instrumentami takimi jak: Piano, Skrzypce, Flet, Saksofon, Gitara Klasyczna. Jego muzyka charakteryzuje się długą i bardzo rozbudowaną linią melodyjną opartą głównie na fortepianie. Występy na żywo z jego udziałem często są wspierane przez instrumentalistów oraz wokalistów.
W 2023 roku artysta wydał swój pierwszy album muzyki orkiestrowej o nazwie Symmetry, w którym zamieścił utwory takie jak m.in. My Autobiography, When The Cannons Go Silent, Stradivarius, Hearts Of Stone, Road To Freedom, Theory Of Life.
Oficjalny kanał artysty na YouTube, obejrzało 13 000 000 widzów (stan na 09 Sierpnia 2025).

## Dyskografia

### Single
- 2017: DreamLife & Grande Piano – Lettera D’Amor
- 2018: DreamLife & Grande Piano – True Love
- 2018: Grande Piano – Key To Heaven
- 2018: DreamLife & Grande Piano – The Last Dream
- 2018: Grande Piano – For One Smile
- 2018: Grande Piano – Close Your Eyes
- 2018: Grande Piano – The Freedom
- 2018: Grande Piano – Only Mine
- 2019: DreamLife & Grande Piano – Stairway To Heaven
- 2019: DreamLife & Grande Piano – Butterfly Flight
- 2019: Grande Piano – Stay With Me
- 2019: DreamLife & Grande Piano Vs. Slavko The Violinist – Moonlight Drive
- 2019: Grande Piano – Without A Moment’s Rest
- 2019: Grande Piano – Farewell Letter
- 2019: Grande Piano – Angels Will Come
- 2019: Grande Piano & Paul Hader – Inside Your Soul
- 2020: KBK & Grande Piano – Mystery Of Tomorrow
- 2020: Grande Piano – Monte Cassino
- 2020: DreamLife & Grande Piano – Breath Of The Polish Sea (ADM 2020 Anthem)
- 2020: DreamLife & Grande Piano – Nemezis
- 2020: Norex & Grande Piano – Rise
- 2020: Grande Piano – High Waves
- 2020: Grande Piano – Enigma
- 2021: Grande Piano – Iron Angels
- 2021: DreamLife & Grande Piano – Flame Of Happiness
- 2021: DreamLife & Grande Piano With Agata Pasternak – Never Again
- 2021: Grande Piano – Dreamcatcher
- 2021: Harshil Kamdar & Grande Piano – Bismarck
- 2021: Norex & Adwell featuring Grande Piano – Fallen Heroes
- 2021: Grande Piano – The Race
- 2021: KBK & Grande Piano – The Words
- 2021: Grande Piano – New Generation
- 2021: Grande Piano – Wishing Star
- 2022: Dragon
- 2022: Ephemeral Love
- 2022: Strange World
- 2022: White Engels
- 2022: When The Cannons Go Silent
- 2022: Wolf's Air
- 2022: Messange From Space
- 2022: Grande Piano & Calvin O'Commor – Feeling The Future
- 2022: Aware Love
- 2023: Lost Soul
- 2023: Do Not Wait For Me
- 2023: One Live One Home (ADM 2023 Anthem)
- 2023: Between Raindrops
- 2023: Grande Piano – My Autobiography
- 2023: Grande Piano – Symmetry
- 2023: Grande Piano – Quicksand
- 2023: Grande Piano -Stradivarius
- 2023: Grande Piano – Road To Freedom
- 2023: Grande Piano – Theory Of Life
- 2023: Grande Piano & DreamLife – Shine of Rays
- 2023: Grande Piano – Hearts Of Stone
- 2023: Airdream & Grande Piano and Victor Special – Morning After A Long Night
- 2023: Grande Piano – Revival
- 2023: Grande Piano – Don't Forget Those Days
- 2023: Let's Start From The Beginning
- 2024: Hope Dies Last
- 2024: DreamLife & Grande Piano feat. Agness – Just You And Me
- 2024: DreamLife & Grande Piano – Sagala
- 2024: DreamLife & Grande Piano – Heartbreak
- 2024: Grande Piano – Emotion Code
- 2024: Matt Bukovski & Grande Piano – Dance Mission
- 2024: Grande Piano – Trancesphere
- 2024: Grande Piano – Children Of The 90s
- 2025: Grande Piano – Pentagon
- 2025: Grande Piano – Bushcraft
- 2025: Grande Piano – Olympic
- 2025: Grande Piano – Euphoria
- 2025: Grande Piano – Music Defeats Time

### Kompilacje
- 2018: Various – Levitated Amsterdam
- 2018: Various – Levitated Radio Top 10 Autumn
- 2018: Jenny Karol – Rebirth – The Future Is Now
- 2019: Various – Skyline Selections
- 2019: Various – Uplifting Trance Sessions 14
- 2019: Various – Yoga & Meditation Selections Volume 05
- 2019: Uplifting Only Episode 356
- 2020: Ori Uplift – Uplifting Only Top 15 (April 2020)
- 2021: Magic Island Vol.10
- 2021: Find Your Harmony 251
- 2021: VONYC Session 786
- 2021: Find Your Harmony 278
- 2021: VONYC Session 769
- 2022:  VONYC Session 806
- 2024: Find Your Harmony 420
- 2024: Uplifting Only Episode 567
- 2025: Trancemission Show 1189
- 2025: Interplay Radio Episode 566
- 2025: Find Your Harmony Year Mix 2024

### Remiksy
- 2019: Vincent De Moor – Sunflowers (Grande Piano Remix)
- 2019: Disturbed – The Sound Of Silence (Grande Piano Remix)
- 2020: RobertMiles – Children (Grande Piano Remix)
- 2020: Firewall – Sincere (Grande Piano Remix)
- 2021: Hans Zimmer – Tennessee (Grande Piano Remix)
- 2021: DJ Sakin & Friends – Nomansland (Grande Piano Remix)
- 2022: Become Aware
- 2023: Rave Allstars – Oder Braucht Ihr Mehr (Grande Piano Remix)
- 2025: The Last Mohican – (Grande Piano Trance Remix)
- 2025: DJ Tatana vs The Mystery – Soul Cry (Grande Piano Remix)
- 2025: 4 Strings – Mainline (Grande Piano Remix)
- 2025: Svenson – Sunlight Theory (Grande Piano Remix)

### Albumy
- 2023: Symmetry (Orchiestral Album)
- 2025: Spirit Sounds Of Trance Episode 098 (Tribute To Grande Piano)